# Labradford
Labradford är ett amerikanskt postrockband från Richmond, Virginia som var aktiva 1992 - 2001.
Bandet var det första bandet som signerades hos Kranky Records (som senare band som Godspeed You! Black Emperor och Deerhunter skulle knytas till). Deras musik lutar mot postrockens dronefallang, uppbyggd av minimalistiska, oftast instrumentala ljudlandskap. Dock förekommer sång i form av viskningar på ett fåtal låtar.

## Diskografi

### Album
- 1993: Prazision
- 1995: A Stable Reference
- 1996: Labradford
- 1997: Mi Media Naranja
- 1999: E Luxo So
- 2001: Fixed::Context

### Övrigt
- 1992: "Everlast", U.S. 7", Retro 8 (nu på Prazision: A-sida sedan 1993 års CD, B-sida sedan 2007s remaster)
- 1995: "Julius", U.S. 7", Merge
- 1996: "Scenic Recovery", UK 10", Duophonic
- 1996: "The Kahanek Incident, Vol. 3", U.S. 12" (split med Stars of the Lid), Trance Syndicate